# Сироткин, Андрей Витальевич
Андре́й Вита́льевич Сиро́ткин (род. 6 марта 1985, Ильиногорск, Горьковская область[…]) — российский боксёр-профессионал и кикбоксер, выступающий в средней, во второй средней, и в полутяжёлой весовых категориях. Выступал за сборную России в конце 2000-х — начале 2010-х годов, мастер спорта международного класса, чемпион мира и Европы, многократный победитель и призёр Кубка мира, чемпион России в кикбоксинге. Также является мастером спорта по рукопашному бою и боевому самбо.
В боксе среди профессионалов бывший Интерконтинентальный чемпион по версии WBA Inter-Continental (2017—2019), чемпион Евразии по версии WBC (2016—2017), чемпион Европы по версии WBO European (2017), чемпион Азии по версии WBA Asia (2017) во 2-м среднем весе. И чемпион Евразии по версии WBC Asian Boxing Council Continental (2020) в среднем весе.

## Биография
Заниматься кикбоксингом начал в возрасте восьми лет, проходил подготовку в Нижнем Новгороде под руководством тренера Игоря Петровича Белянцева.
В 2007 году окончил Нижегородскую академию МВД России. Работал участковым уполномоченным по Канавинскому району Нижнего Новгорода, старший лейтенант полиции.
Женат, сыграл свадьбу со своей супругой Мариной в 2014 году на импровизированном ринге. 31 августа 2017 года родился сын Платон.
Помимо занятий спортом с 2007 года также работает персональным тренером по единоборствам в одном из фитнес-клубов World Class.
Его младший брат Олег тоже является успешным кикбоксером, чемпион мира и Европы, победитель и призёр этапов Кубка мира а также Мастер спорта международного класса.

## Спортивная карьера

### Кикбоксинг
На юношеском уровне неоднократно становился чемпионом области и Приволжского федерального округа по кикбоксингу. Первого серьёзного успеха на международной арене добился в сезоне 1997 года, когда стал вторым на международном турнире в Москве.
В 2007 году на чемпионате России по кикбоксингу в Самаре сумел дойти до финала. Год спустя в зачёте национального первенства, прошедшего в Саратове, стал бронзовым призёром, кроме того, выиграл Кубок России в Уфе, чемпионат Европы в Риге и занял второе место на Кубке мира в Италии. В 2009 году добавил в послужной список серебряные медали, полученные на чемпионате России в Нальчике и на Кубке мира в Венгрии, одержал победу на чемпионате мира по версии WPKA в Мадриде (в разделе фул-контакт в категории до 76 кг). В следующем сезоне вновь стал серебряным призёром национального первенства, в очередной раз выиграл Кубок России, победил на этапе Кубка мира в Венгрии и получил бронзу на этапе в Италии.
Наконец, в 2011 году завоевал золотую медаль чемпионата России, взяв верх над всеми своими соперниками в весовой категории до 81 кг на турнире в Ростове-на-Дону. Также в этом сезоне выиграл этап Кубка мира в Италии. За выдающиеся достижения в кикбоксинге удостоен почётного звания «Мастер спорта России международного класса».

### Рукопашный бой
Будучи сотрудником полиции, Сироткин также регулярно выступал на ведомственных турнирах по рукопашному бою. Так, в 2011 году на чемпионате России по рукопашному бою среди полицейских он был третьим, тогда как в 2012 году выиграл золотую медаль. Имеет в этой дисциплине звание мастера спорта.

### Боевое самбо
Обучался самбо в специализированной детско-юношеской спортивной школе олимпийского резерва в Кстово, в 2009 году удостоен звания мастера спорта по боевому самбо.

### Профессиональный бокс
В феврале 2014 года Сироткин дебютировал в профессиональном боксе, победив своего первого соперника единогласным решением судей в четырёх раундах. Следующий поединок провёл в Германии, выиграл нокаутом в первом же раунде. После ещё двух успешных поединков в ноябре того же года впервые выступил в США, где по очкам уверенно победил американского боксёра Майкла Митчелла (60-53, 59-54, 59-54). В феврале 2016 года отметился победой над известным российским джорнименом Кареном Аветисяном. Спустя три месяца в поединке с Мурадом Далхаевым завоевал вакантный титул чемпиона Азии по версии Всемирного боксёрского совета.
Через полгода в бою с Владиславом Ерёменко защитил пояс WBC Asia и стал обладателем пояса WBS Eurasia, одержав уверенную победу. 5 мая 2017 года в непростом поединке за пояс WBA Asia Сироткин раздельным решением одержал верх, над не имеющим на тот момент поражений, Дилмуродом Сатыбалдиевым. Спустя 3 месяца в Краснодаре Сироткин уверенно завоевал пояс чемпиона Европы по версии WBO в бою с сербом Geard Ajetovic. 3 ноября 2017 года на родной земле в Нижнем Новгороде Сироткин техническим нокаутом в 9 раунде одержал победу над легендой мирового бокса Ricardo Mayorga и стал обладателем пояса WBA Intel-Continental. Уже в конце марта 2018 года Андрей Сироткин провел успешную защиту пояса WBA Inter-Continental. В непростом бою единогласным решением судей Андрей победил канадца Ryan Ford. Единственное свое поражение в профессиональной карьере Андрей Сироткин потерпел в Лондоне на Copper Box Arena 27 октября 2018 года. Его соперником был местный боец John Ryder. Андрей проиграл техническим нокаутом, пропустив сильный удар в корпус в конце 7 раунда и поднялся с колен уже после того, как Судья отсчитал до 10. Ryden - Сироткин был главный бой вечера, который организовала промоутерская компания Matchroom Boxing и непосредственно Eddie Hearn. Бой был за interim WBA World Super Middleweight Title.

## Статистика в профессиональном боксе
В таблице перечислены результаты всех поединков боксёров.
В каждой строке указан результат поединка. Дополнительно номер поединка обозначен цветом, который обозначает итог поединка. Расшифровка обозначений и цветов представлена в нижеследующей таблице.
| Пример | Расшифровка                     |
| ------ | ------------------------------- |
|        | Победа                          |
|        | Ничья                           |
|        | Поражение                       |
|        | Планируемый поединок            |
|        | Поединок признан несостоявшимся |
| КО     | Нокаут                          |
| ТКО    | Технический нокаут              |
| PTS    | Решение судей (по очкам)        |
| UD     | Единогласное решение судей      |
| MD     | Решение большинства судей       |
| SD     | Раздельное решение судей        |
| RTD    | Отказ от продолжения боя        |
| DQ     | Дисквалификация                 |
| NC     | Поединок признан несостоявшимся |

| 24 поединка, 21 победа (7 нокаутом), 1 ничья, 2 поражения. | 24 поединка, 21 победа (7 нокаутом), 1 ничья, 2 поражения. | 24 поединка, 21 победа (7 нокаутом), 1 ничья, 2 поражения. | 24 поединка, 21 победа (7 нокаутом), 1 ничья, 2 поражения. | 24 поединка, 21 победа (7 нокаутом), 1 ничья, 2 поражения. | 24 поединка, 21 победа (7 нокаутом), 1 ничья, 2 поражения.                                                          | 24 поединка, 21 победа (7 нокаутом), 1 ничья, 2 поражения. |
| Бой                                                        | Дата                                                       | Соперник                                                   | Место проведения                                           | Раундов                                                    | Примечание |                                                            |
| ---------------------------------------------------------- | ---------------------------------------------------------- | ---------------------------------------------------------- | ---------------------------------------------------------- | ---------------------------------------------------------- | --- | ---------------------------------------------------------- |
| 24                                                         | 20 сентября 2022                                           | Абилхайыр Шегалиев (8-0-1)                                 | УСК «Крылья Советов», Москва, Россия                       | UD 10 (10)                                                 | |                                                            |
| 23                                                         | 29 апреля 2022                                             | Виктор Мурашкин (4-2)                                      | КЗ «Мир», Москва, Россия                                   | UD 10 (10)                                                 | Счёт: 99-91, 97-93, 96-94.                                                                                          |                                                            |
| 22                                                         | 5 февраля 2022                                             | Мейирим Нурсултанов (15-0)                                 | Rixos Water World Aktau, Актау, Казахстан                  | RTD 5 (10), 3:00                                           | Счёт: 44-50, 45-50 (дважды). Бой за вакантный титул чемпиона по версии WBO International в среднем весе.            |                                                            |
| 21                                                         | 17 апреля 2021                                             | Дэнни Дигнум (13-0)                                        | Bolton Whites Hotel, Болтон, Ланкашир, Великобритания      | SD 10 (10)                                                 | Счёт: 96-94, 95-95, 95-96. Бой за титул чемпиона Европы по версии WBO European (2-я защита Дигнума) в среднем весе. |                                                            |
| 20                                                         | 6 октября 2020                                             | Грант Деннис (15-2)                                        | Falcon Club, Минск, Беларусь                               | TKO 8 (10), 2:31                                           | |                                                            |
| 19                                                         | 30 июля 2020                                               | Артем Карпец (21-14)                                       | DiaMond, Минск, Беларусь                                   | KO 4 (10), 1:16                                            | |                                                            |
| 18                                                         | 21 февраля 2020                                            | Апти Устарханов (18-3-3)                                   | Дворец спорта «Динамо» в Крылатском, Москва, Россия        | UD 10 (10)                                                 | Счёт: 99-90, 96-93, 95-94. Завоевал титул чемпиона по версии WBC Asian Boxing Council Continental в среднем весе.   |                                                            |
| Спустился в средний вес — 160 фунтов (до 72,6 кг).         |                                                            |                                                            |                                                            |                                                            | |                                                            |
| 17                                                         | 24 июля 2019                                               | Вараздат Черников (11-10)                                  | Корстон Клуб, Москва, Россия                               | RTD 1 (6), 3:00                                            | |                                                            |
| 16                                                         | 27 октября 2018                                            | Джон Райдер (26-4)                                         | Коппер-Бокс Лондон, Великобритания                         | TKO 7 (12), 2:54                                           | Бой за статус официального претендента на титул чемпиона мира по версии WBA во 2-м среднем весе.                    |                                                            |
| 15                                                         | 24 марта 2018                                              | Райан Форд (14-1)                                          | Баскет-холл, Краснодар, Россия                             | UD 12 (12)                                                 | Защитил титул WBA Inter-Continental во 2-м среднем весе.                                                            |                                                            |
| 14                                                         | 3 ноября 2017                                              | Рикардо Майорга (32-9-1)                                   | КРЦ Нагорный, Нижний Новгород, Россия                      | TKO 10 (12)                                                | Завоевал вакантный титул WBA Inter-Continental во 2-м среднем весе.                                                 |                                                            |
| 13                                                         | 18 августа 2017                                            | Геард Аетович (30-15-1)                                    | Усадьба «Фамилия», Пластуновская, Россия                   | UD 10 (10)                                                 | Завоевал вакантный титул WBO European.                                                                              |                                                            |
| 12                                                         | 11 мая 2017                                                | Дилмурод Сатыбалдиев (11-1-0)                              | Арена, Кемерово, Россия                                    | SD 12 (12)                                                 | Счёт: 113-115, 116-112 (дважды). Завоевал вакантный титул чемпиона Азии по версии WBA Asia во 2-м среднем весе.     |                                                            |
| 11                                                         | 15 ноября 2016                                             | Владислав Ерёменко (3-3)                                   | Дом печати, Екатеринбург, Россия                           | UD 10 (10)                                                 | Завоевал вакантный титул WBC Eurasia Pacific и защитил титул WBC Asian. Счёт: 98-91, 97-92, 98-91.                  |                                                            |
| 10                                                         | 10 сентября 2016                                           | Рикардо Марсело Рамалло (21-9-1)                           | Солнечный, Россия                                          | KO 3 (8)                                                   | |                                                            |
| 9                                                          | 26 августа 2016                                            | Александр Руднев (0-1-1)                                   | Дзержинск, Россия                                          | UD 6 (6)                                                   | |                                                            |
| 8                                                          | 6 мая 2016                                                 | Мурад Далхаев (5-6)                                        | ДИВС, Екатеринбург, Россия                                 | UD 10 (10)                                                 | Завоевал вакантный титул WBC Asian.                                                                                 |                                                            |
| 7                                                          | 22 февраля 2016                                            | Карен Аветисян (9-11-2)                                    | Айсберг, Адлер, Россия                                     | UD 8 (8)                                                   | |                                                            |
| 6                                                          | 13 ноября 2015                                             | Александр Тюшкин (дебют)                                   | Академия бокса, Москва, Россия                             | RTD 5 (6)                                                  | |                                                            |
| 5                                                          | 8 ноября 2014                                              | Майкл Митчелл (3-4-2)                                      | Бордуолк Холл, Атлантик-Сити, США                          | UD 6 (6)                                                   | Митчелл был в нокдауне в 4 раунде.                                                                                  |                                                            |
| Спустился во второй средний вес — 168 фунтов (до 76,2 кг). |                                                            |                                                            |                                                            |                                                            | |                                                            |
| 4                                                          | 1 июня 2014                                                | Марк Чимидов (дебют)                                       | Арена Мытищи, Мытищи, Россия                               | UD 6 (6)                                                   | |                                                            |
| 3                                                          | 23 мая 2014                                                | Михаил Лидовский (0-11)                                    | Баскет-холл, Краснодар, Россия                             | UD 4 (4)                                                   | Лидовский был в нокдауне в 3 раунде.                                                                                |                                                            |
| 2                                                          | 11 апреля 2014                                             | Гёкхан Кайа (0-12)                                         | Universal Hall, Берлин, Германия                           | KO 1 (4)                                                   | |                                                            |
| 1                                                          | 15 февраля 2014                                            | Васиф Мамедов (дебют)                                      | Рингс, Екатеринбург, Россия                                | UD 4 (4)                                                   | Профессиональный дебют Сироткина.                                                                                   |                                                            |
| Бои в полутяжёлом весе — 175 фунтов (до 79,4 кг).          |                                                            |                                                            |                                                            |                                                            | |                                                            |